# Awans
Awans är en kommun i Belgien.   Den ligger i provinsen Liège och regionen Vallonien, i den östra delen av landet, 80 kilometer öster om huvudstaden Bryssel. Antalet invånare är 8 917.
Runt Awans är det i huvudsak tätbebyggt. Runt Awans är det mycket tätbefolkat, med 2 521 invånare per kvadratkilometer.